# Caranha-jubarte

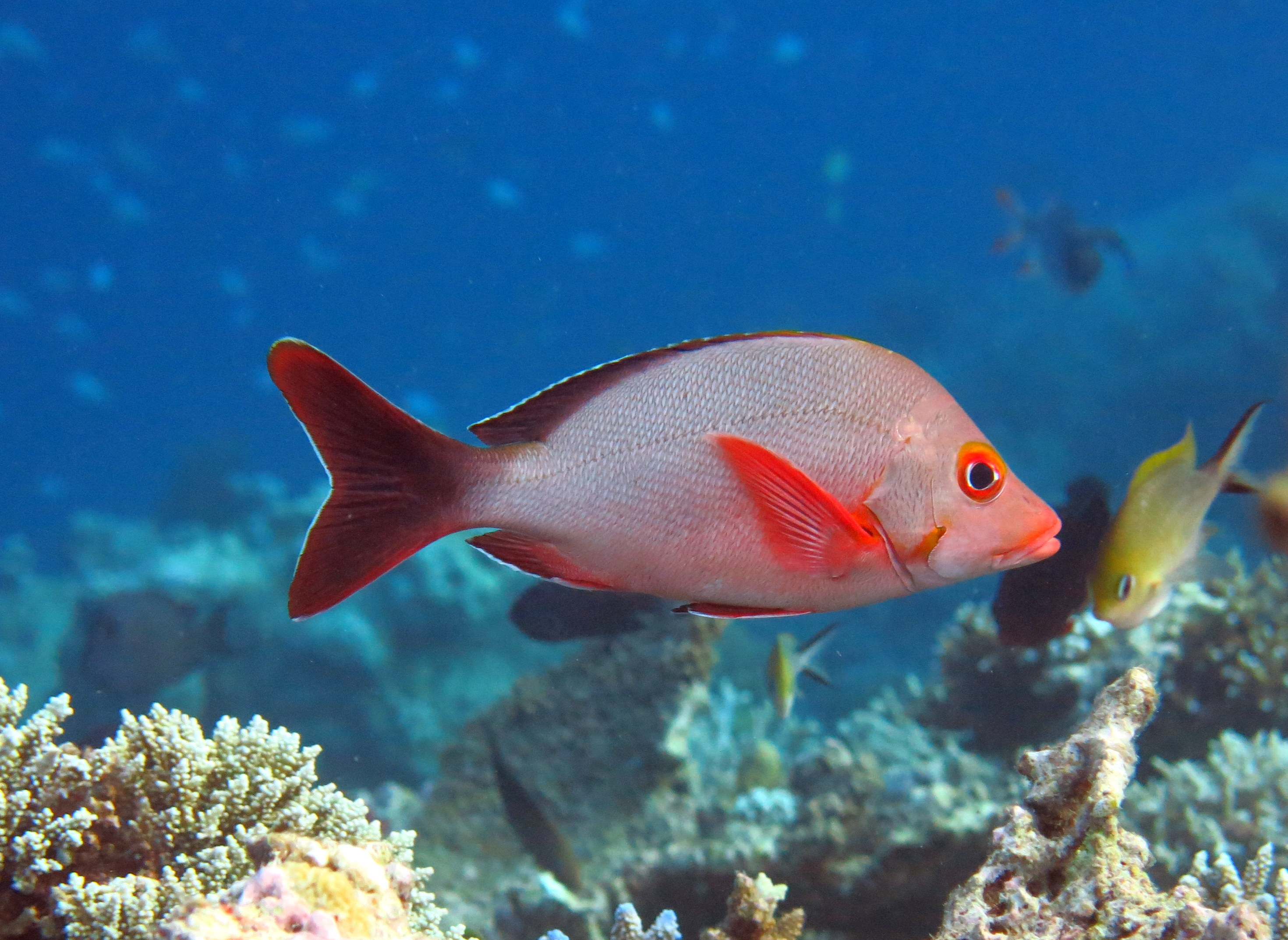
Caranha-jubarte adulto nadando em um recife nas Maldivas, Oceano Índico.

A caranha-jubarte (do tupi akaraãîa, peixe-dentado) ou vermelhão-corcunda (Lutjanus gibbus), é uma espécie de caranha do gênero Lutjanus, que habita recifes tropicais do Indo-Pacífico. Na Polinésia Francesa é conhecido como Tuhara (Taitiano) e nas Filipinas é conhecido como Bambangin (Tagalog) e Angrat (Ilokano).
Os adultos são vermelhos e vivem em cardumes na coluna d'água, já os jovens possuem uma coloração mais clara, variando do rosa ao branco, e uma cauda preta, vivendo solitariamente em prados marinhos e lagunas de coral. Se alimentam de pequenos peixes e invertebrados. É uma espécie frequentemente vendida fresca em mercados, em varias ilhas do Oceano Pacífico e no Triângulo Polinésio.